# Mais (colore)
Mais è una tonalità di giallo che ricorda il colore del mais.
La testimonianza più antica scritta dell'utilizzo del termine maize, ossia mais, come nome di un colore si ritrova in Inghilterra nel 1861.